# Doug Ose
Douglas Arlo Ose, detto Doug (Sacramento, 27 giugno 1955), è un politico statunitense, membro della Camera dei Rappresentanti per lo stato della California dal 1999 al 2005.

## Biografia
Nato a Sacramento, Ose frequentò l'Università della California - Berkeley e in seguito lavorò come imprenditore.
Entrato in politica con il Partito Repubblicano, Ose si candidò alla Camera dei Rappresentanti e venne eletto, promettendo di non servire più di tre mandati consecutivi. In effetti Ose mantenne la promessa e dopo sei anni tornò alla vita privata.
Nel 2008 si candidò nuovamente alla Camera e riuscì ad ottenere la nomination repubblicana, ma nelle elezioni generali venne sconfitto dall'avversario democratico Tom McClintock.
Sposato con Lynnda, Ose ha due figlie. Durante la permanenza al Congresso era un repubblicano moderato-centrista.